# Serra de la Canya (Queralbs)
La Serra de la Canya és una serra situada entre els municipis de Queralbs i de Vilallonga de Ter a la comarca del Ripollès, amb una elevació màxima de 2.586 metres.